# Idiocerus glacialis
Idiocerus glacialis är en insektsart som beskrevs av Hamilton 1985. Idiocerus glacialis ingår i släktet Idiocerus och familjen dvärgstritar. Inga underarter finns listade i Catalogue of Life.